# Iguer Guedmimen
habitants        =4500 
Iguer Guedmimen est un des onze villages appartenant à la commune de Souamaâ dans la wilaya de Tizi Ouzou en Algérie.